# Kristian Blummenfelt
Kristian Blummenfelt (Bergen, 14 de febrero de 1994) es un deportista noruego que compite en triatlón.
Participó en dos Juegos Olímpicos de Verano, en los años 2016 y 2020, obteniendo una medalla de oro en Tokio 2020, en la prueba individual.
Ganó dos medallas en el Campeonato Mundial de Triatlón, oro en 2021 y bronce en el 2017, y una medalla de bronce en el Campeonato Europeo de Triatlón de 2015.
Además, consiguió dos medallas en el Campeonato Mundial de Ironman, oro en 2021 y bronce en 2022, y una medalla de oro en el Campeonato Mundial de Ironman 70.3 de 2022.

## Palmarés internacional
| Juegos Olímpicos   | Juegos Olímpicos        | Juegos Olímpicos  | Juegos Olímpicos |
| Año                | Lugar                   | Medalla           | Prueba           |
| ------------------ | ----------------------- | ----------------- | ---------------- |
| 2020               | Tokio (Japón)           | Medalla de oro    | Individual       |
| Campeonato Mundial |                         |                   |                  |
| Año                | Lugar                   | Medalla           | Prueba           |
| 2017               | Róterdam (Países Bajos) | Medalla de bronce | Individual       |
| 2021               | Edmonton (Canadá)       | Medalla de oro    | Individual       |
| Campeonato Europeo |                         |                   |                  |
| Año                | Lugar                   | Medalla           | Prueba           |
| 2015               | Ginebra (Suiza)         | Medalla de bronce | Individual       |

| Campeonato Mundial | Campeonato Mundial          | Campeonato Mundial | Campeonato Mundial |
| Año                | Lugar                       | Medalla            | Prueba             |
| ------------------ | --------------------------- | ------------------ | ------------------ |
| 2021               | St. George (Estados Unidos) | Medalla de oro     | Individual         |
| 2022               | Hawái (Estados Unidos)      | Medalla de bronce  | Individual         |

| Campeonato Mundial | Campeonato Mundial          | Campeonato Mundial | Campeonato Mundial |
| Año                | Lugar                       | Medalla            | Prueba             |
| ------------------ | --------------------------- | ------------------ | ------------------ |
| 2022               | St. George (Estados Unidos) | Medalla de oro     | Individual         |